# Конвенция о рабочем времени в промышленности
Конвенция о рабочем времени в промышленности — это Конвенция об ограничении рабочего времени на промышленных предприятиях до восьми часов в день и 48 часов в неделю, принятая Международной организацией труда (МОТ) в Женеве в 1919 году. Это самая первая из почти 190 конвенций, принятых МОТ за последние 90 лет.
Конвенция МОТ о рабочем времени в промышленности 1919 года распространяется на государственные и частные предприятия, на которых производятся промышленные, строительные и транспортные работы и предусматривает, что рабочее время должно устанавливаться таким образом, чтобы не превышать восьми часов в день и 48 часов в неделю. Конвенция ограничивает случаи, в которых могут допускаться временные отступления от максимальной продолжительности рабочего времени в день и в неделю, соответственно.